# Shaun Gayle
Shaun Lanard Gayle (Newport News, 8 marzo 1962) è un ex giocatore di football americano statunitense che ha giocato nel ruolo di safety per la maggior parte della carriera con i Chicago Bears della National Football League (NFL). Fu scelto nel corso del decimo giro (271º assoluto) del Draft NFL 1984 dai Bears. Al college ha giocato a football all’Università statale dell'Ohio.

## Carriera professionistica
Gayle fu scelto nel corso del decimo giro del Draft 1984 dai Chicago Bears. Nella sua stagione da rookie disputò 15 partite, mettendo a segno un intercetto. Nella stagione successiva disputò tutte le 16 gare della stagione regolare, coi Bears che conclusero la stagione con un record di 15-1. Nel divisional round dei playoff, Gayle si distinse per aver ritornato il più breve punt della storia in touchdown (5 yard) contro i New York Giants. I Bears giunsero fino al Super Bowl XX dove sconfissero 46-10 i New England Patriots.
Shaun rimase a Chicago fino alla stagione 1994, venendo convocato per il Pro Bowl nella stagione 1991. L'ultima stagione della carriera, Gayle la passò ai Chargers nel 1995, dove disputò tutte le 16 gare come titolare segnando un touchdown dopo il ritorno di un intercetto da 99 yard.

## Vita privata
Nell'ottobre del 2007 la sua compagna, Rhoni Reuter, dalla quale aspettava un figlio, viene assassinata in casa a colpi di arma da fuoco. Interrogato dalla polizia Gayle ha un alibi e le indagini porteranno al vero colpevole, una donna con la quale Gayle aveva avuto un rapporto occasionale e che ossessionata dalla presenza della Reuter aveva deciso di ucciderla.

## Palmarès

### Franchigia
- Super Bowl : 1

Chicago Bears: Super Bowl XX
- National Football Conference Championship: 1

Chicago Bears: 1985

### Individuale
- Convocazioni al Pro Bowl: 1

1991

## Statistiche
| Sack fatti       | 2,0 |
| Intercetti fatti | 16  |